# Cabildo insulaire de La Palma
Pour les articles homonymes, voir Cabildo.
Le Cabildo insulaire de La Palma est l'organe de gouvernement de l'île de La Palma dans les îles Canaries. Comme tous les cabildos, il a été créé par la loi des cabildos de 1912. C'est une institution administrative et de gouvernement spécifique aux îles Canaries, qui au-delà des fonctions de gouvernement insulaire, apporte des services et exerce des compétences propres à la communauté autonome canarienne.
Depuis 2023, le Cabildo de La Palma est présidé par Sergio Rodríguez Fernández (es) de la Coalition canarienne.

## Missions
Les responsabilités du Cabildo comprennent la gestion et l'entretien du réseau routier de l'île, l'environnement, les pompiers, la collecte et le recyclage des déchets, l'eau, le patrimoine historique et culturel, les transports publics, les activités culturelles, la planification territoriale, le tourisme, l'artisanat et l'industrie, ainsi que la gestion des écoles de musique, de l'hôpital de l'île Nuestra Señora de los Dolores, de la bibliothèque de l'île José Pérez Vidal, du musée insulaire et du musée archéologique insulaire. 

## Présidents du Cabildo insulaire
| N° | Nom                                | Début | Fin         | Parti            |
| -- | ---------------------------------- | ----- | ----------- | ---------------- |
| 1  | Gregorio Guadalupe Rodríguez       | 1979  | 1983        | UCD              |
| 2  | José Ernesto Luis González Alfonso | 1983  | 1991        | PP               |
| 3  | Gregorio Guadalupe Rodríguez       | 1991  | 1993        | CC               |
| 4  | Felipe Hernández Rodríguez         | 1993  | 1996        | PSOE             |
| 5  | José Luis Perestelo Rodríguez      | 1996  | 2009        | CC               |
| 6  | Guadalupe González Taño            | 2009  | 2013        | CC               |
| 7  | Anselmo Pestana,                   | 2013  | 2015        | PSOE/non inscrit |
| 8  | Anselmo Pestana                    | 2015  | 2019        | PSOE             |
| 9  | Lady Nieves Barreto                | 2019  | 2019        | CC               |
| 10 | Mariano Hernández Zapata           | 2019  | 2023        | PP               |
| 11 | Sergio Rodríguez Fernández (es)    | 2023  | Aujourd'hui | CC               |

## Culture
Depuis 1977, le Cabildo insulaire de La Palma décerne le Prix Félix Francisco Casanova, en mémoire du jeune poète Félix Francisco Casanova, originaire de Santa Cruz de La Palma.